# Vadonaria caliginosa
Vadonaria caliginosa är en skalbaggsart som beskrevs av Marc Lacroix 1993. Vadonaria caliginosa ingår i släktet Vadonaria och familjen Melolonthidae. Inga underarter finns listade i Catalogue of Life.